# Dolichurus secundus
Dolichurus secundus là một loài côn trùng cánh màng trong họ Ampulicidae, thuộc chi Dolichurus. Loài này được de Saussure miêu tả khoa học đầu tiên năm 1892.